# Comuna Humenne
Humenne (în ucraineană Гуменне) este o comună în raionul Vinnîțea, regiunea Vinnița, Ucraina, formată din satele Humenne (reședința) și Mîhailivka.

## Demografie
Componența lingvistică a satului Humenne
     Ucraineană (98,76%)
     Rusă (1,18%)
     Alte limbi (0,06%)
Conform recensământului din 2001, majoritatea populației satului Humenne era vorbitoare de ucraineană (98,76%), existând în minoritate și vorbitori de rusă (1,18%).